# Govenia matudae
Govenia matudae là một loài thực vật có hoa trong họ Lan. Loài này được E.W.Greenw. & Soto Arenas mô tả khoa học đầu tiên năm 2002.